# 静楽県
静楽県（せいらく-けん）は中華人民共和国山西省忻州市に位置する県。

## 歴史
南北朝時代、北魏により嵐州州治として設置された岢嵐県を前身とする。県治は当初呂梁市嵐県北部に設置されたが、隋朝が成立すると583年（開皇3年）に現在地である三堆城に県治が遷され、598年（開皇18年）に汾源県と、608年（大業4年）には静楽県と改称された。元代になると静楽県は廃止され、管轄区域は管州直轄とされたが、1369年（洪武2年）、明朝により静楽県が再設置され現在に至る。

## 行政区画
- 鎮:鵝城鎮、杜家村鎮、康家会鎮、豊潤鎮、双路鎮、王村鎮
- 郷:段家寨郷、辛村郷、神峪溝郷、娘子神郷、娑婆郷、赤泥窪郷